# Theodore Whitmore
Theodore Whitmore   (Montego Bay, 5 d'agost de 1972) és un exfutbolista jamaicà de la dècada de 1990.
Fou 105 cops internacional amb la selecció de Jamaica.
Pel que fa a clubs, destacà a Hull City AFC, Seba United i Tranmere Rovers.
Ha estat seleccionador nacional de Jamaica.